# Cataratas de Mosumo
Cataratas de Mosumo (también escrito Cascadas de Mosumo)  es el nombre que recibe unas caídas de agua localizadas cerca de la localidad de Mosumo en la provincia de centro sur en la parte continental del país africano de Guinea Ecuatorial.
Todo el espacio es un área protegida puesto que forma parte del Parque nacional del Monte Alen, constituye una importante atracción turística a nivel local. El sector está rodeado de una espesa selva en la cual se organizan recorridos para observar la naturaleza.